# Kriminalita

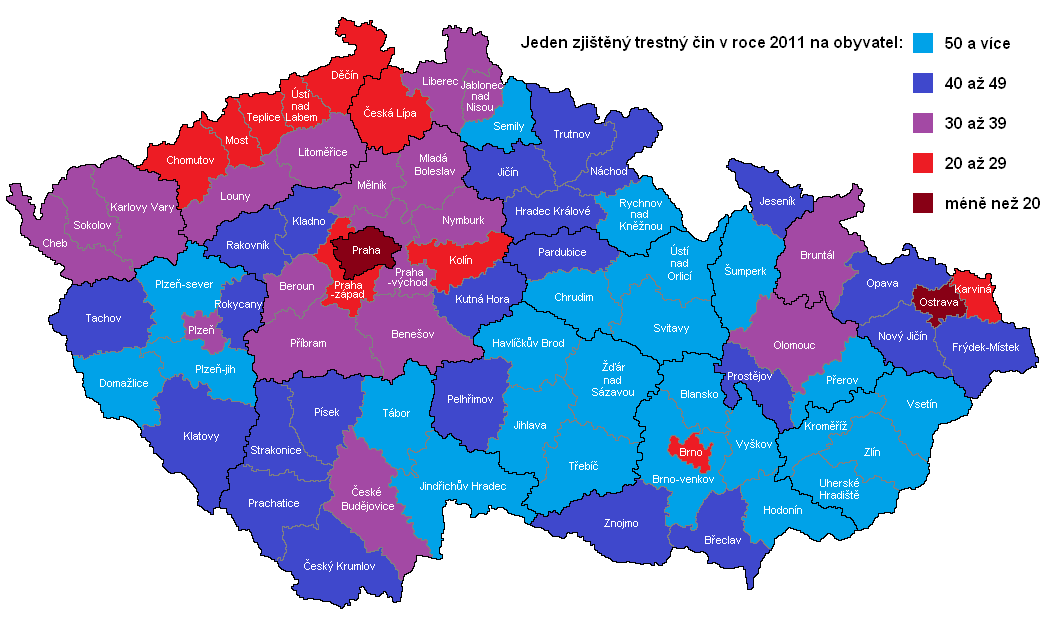
Kriminalita v České republice v roce 2011 podle okresů

Kriminalita je veškeré páchání přestupků nebo trestných činů. Vědecky ji zkoumá kriminologie.

## Charakteristika
Kriminalitu lze obecně chápat jako protiprávní jednání čili veškeré páchání přestupků nebo trestných činů. Odborná literatura však uvádí, že kriminalita je souhrn spáchaných trestných činů. Jandourek uvádí, že zločin jako produkt kriminality je vědomé a dobrovolné spáchání činu považovaného za společensky nebezpečný a zakázaný určitým pravidlem stanoveným oprávněnou osobou. Také uvádí, že v každé společnosti je považováno za zločin něco jiného.
Vzhledem k tomu, že co není zakázáno, je povoleno, je hlavní směrnicí pro určování, co lze považovat za nezákonné z hlediska přestupků, zákon č. 250/2016 Sb. a zvláštní zákony obsahující skutkové podstaty jednotlivých přestupků. Z hlediska trestných činů je to trestní zákoník č. 40/2009 Sb. Vědecky kriminalitu zkoumá kriminologie, věda o kriminalitě (zločinnosti) a její kontrole. Zabývá se pachateli i oběťmi trestných činů. Samotné slovo „kriminologie“ je odvozeno z latinského crimen (zločin) a řeckého logos (zde ve smyslu učení). Kriminologie je nauka charakterizovaná spoluprací více vědních oborů (multioborová nauka). Kriminalita zahrnuje aspekty společenské i osobnostní, což je důvod, proč kriminologie čerpá své poznatky například ze sociologie, psychologie, psychiatrie, kriminalistiky, pedagogiky, trestního práva. Současně je kriminologie vědou empirickou, neboť kriminalitu zkoumá jako reálný jev.
Lze se zamyslet nad tím, od kdy se lidstvo vlastně zločinem zabývá. Jandourek uvádí, že by se mohlo zdát, že vědecky od poloviny 18. století, toto však považuje za zavádějící, jelikož zločin k lidské společnosti patří odjakživa, a metaforicky dodává, že se o něm uvažuje od dob, kdy Kain zabil Ábela.

## Kriminalita dospělých
Kriminalita dospělých je páchání přestupků nebo trestných činů dospělými osobami, tzn. osobami, které jsou starší než 18 let.
Z výzkumů vyplývá, že dospělou se osoba stává asi okolo dvacátého pátého roku věku. V dnešní společnosti nelze osmnáctileté považovat za dospělé. I osoby starší dvaceti jedna let by měly být koncepčně považovány za tzv. mladé dospělé a přístup k této věkové kategorii osob by měl být lépe přizpůsoben jejím specifickým potřebám.

## Kriminalita mladistvých
Kriminalita mladistvých (též juvenilní delikvence) se týká věkové kategorie 15–18 let. V tomto období dospívání, které je považováno za kritické, se formují hlavní rysy osobnosti. Vliv vrstevníků je velmi silný, vytvářejí se party. Vytrhnout mladého člověka z takové party je často nesnadné až nemožné. Nejčastější delikty mladistvých jsou:
- násilí proti jednotlivci či skupině
- opilství a výtržnictví
- neoprávněné užívání motorového vozidla
- rozkrádání, vandalismus
- toxikomanie
- prostituce
- gamblerství
- prodávání drog

Kriminalitu mladistvých řeší zvláštní soudy pro mládež.

## Dětská kriminalita
Dětská kriminalita (též dětská delikvence, predelikvence, prekriminalita) se týká věkové kategorie dětí do 15 let. Typickým znakem dětské delikvence je skupinovost, malá připravenost i promyšlenost. Činy jsou páchány převážně spontánně, méně často jde o plánované a předem připravené akce. Nežádoucí aktivity jedinců, případně skupin jsou směrovány převážně proti majetku, jde i o nežádoucí jednání ve spojení s drogovou závislostí, méně často se setkáváme s násilnými činy.

## Výskyt
Kriminalita se vyskytuje převážně v centrech měst. Mapy zločinu jsou však takticky utajovány.